# Maseru / Moshoeshoe
Maseru / Moshoeshoe är en flygplats i Lesotho. Den ligger i den västra delen av landet, 17 km söder om huvudstaden Maseru. Maseru / Moshoeshoe ligger 1 630 meter över havet.
Terrängen runt Maseru / Moshoeshoe är platt åt nordost, men åt sydväst är den kuperad. Runt Maseru / Moshoeshoe är det ganska tätbefolkat, med 116 invånare per kvadratkilometer. Närmaste större samhälle är Maseru, 17,5 km norr om Maseru / Moshoeshoe. Trakten runt Maseru / Moshoeshoe består i huvudsak av gräsmarker.